# Schwarzer Mittwoch von Wanne

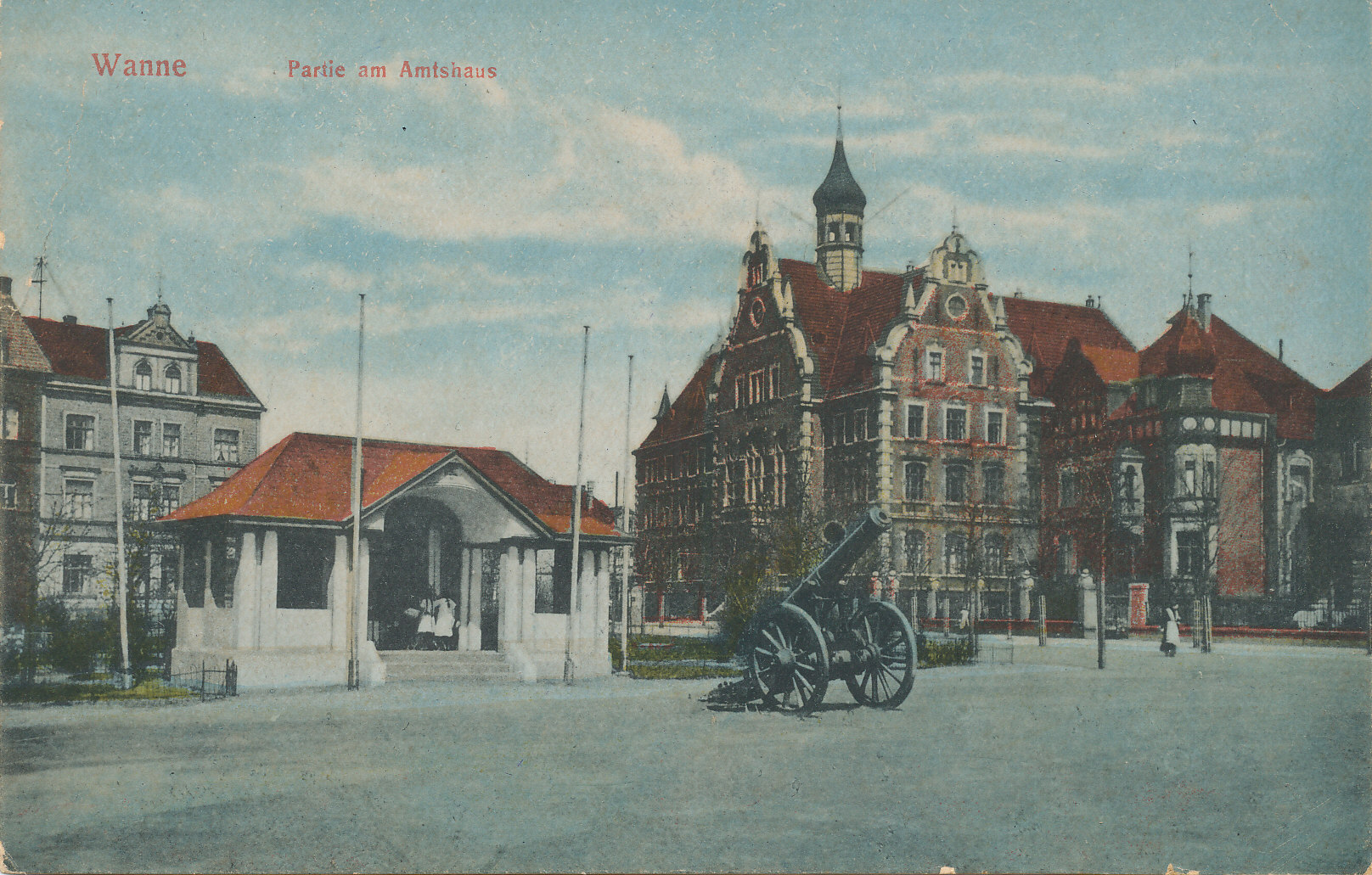
Amtshaus Wanne, vor 1919

Der Schwarze Mittwoch von Wanne ereignete sich am 5. Dezember 1923 auf dem Rathausplatz von Wanne. Polizisten erschossen zehn und verwundeten 32 Teilnehmer einer Demonstration, in der es um mehr Lebensmittel und Lohn ging.
Französische Truppen hatten die Ämter Wanne und Eickel am 15. Januar 1923 besetzt. Das französische Regiment 147 unterstand General Jean-Marie Degoutte. Es folgten Versammlungen, Demonstrationen und Streiks der Belegschaften der Zechen Pluto, Königsgrube, Unser Fritz und Shamrock. In den letzten Monaten des Jahres 1923 verlangten die Arbeiter höhere Unterstützungsleistungen aus der Gemeindekasse und verbilligte Lebensmittel. Die Arbeiter gründeten den „Ausschuss der vereinigten Arbeiterorganisationen, der politischen Parteien und der Erwerbslosen“. Am 7. November 1923 versammelten sich alle Zechenbelegschaften vor dem Rathaus. Am 8. November 1923 besetzten Bergarbeiter das Verwaltungsgebäude der Zeche Unser Fritz. Am 5. Dezember 1923 wurden zwei Polizisten, die vor dem Amtshaus postiert waren, von den Demonstranten entwaffnet.
Am 5. Dezember 1923 vermutete man unter den 20.000 Demonstranten vor dem Rathaus auch Waffen, weshalb die Polizei das Feuer auf die Demonstranten eröffnete. Die damaligen Behörden stellten die Kundgebung als ein „kommunistisches Gewaltunternehmen“ dar. Der Vorsitzende des Erwerbslosenrates war noch vor dem Verbot der Kommunistischen Partei Deutschlands am 23. November 1923 Leiter der Jugendorganisation dieser Partei, was als Beweis angeführt wurde. Der Preußische Landtag erörterte im Februar 1924 die Vorgänge in den Ämtern Wanne und Eickel. Am 15. März 1925 auf dem Holsterhauser Friedhof auf der gemeinsamen Gruft von sechs der zehn Erschossenen und ein weiteres Opfer eine Gedenktafel enthüllt mit der Inschrift: „Wanderer, kommst Du nach Spa, erzähle, Du hast sie fallen gesehen, wie es das Gesetz befahl.“ Sie wurde von den Nationalsozialisten später demoliert.
Heute erinnert eine Granitplatte an Johann Bulczewski, Robert Grube, Paul Hartmann, Willi Hauptfleisch, Karl Weber und Heinrich Wortmann sowie an Oskar Herter, der am 24. November 1923 in Herne erschossen worden war.